# Jacob Adolf Hägg
Jacob Adolf Hägg (* 29. Juni 1850 in Östergarn auf Gotland; † 1. März 1928 in Bjuråker) war ein schwedischer Komponist.
Hägg studierte von 1865 bis 1870 am Konservatorium von Stockholm bei Jan van Boom Klavier sowie in Kopenhagen bei Niels Wilhelm Gade und in Berlin bei Friedrich Kiel Komposition. Wegen einer psychischen Erkrankung verbrachte er die Jahre von 1880 bis 1895 in einem Hospital. Danach lebte er als Pianist und Komponist zunächst in Hedvigsfors, von 1900 bis 1909 in Norwegen und schließlich in Hudiksvall.
Hägg komponierte vier Sinfonien und weitere Orchester- und Chorwerke, Kammermusik, eine Sammlung Kleiner nordischer Lieder ohne Worte für Klavier, zehn Klaviersuiten sowie Stücke für das Cello und die Orgel.
| Personendaten    | Personendaten                |
| ---------------- | ---------------------------- |
| NAME             | Hägg, Jacob Adolf            |
| KURZBESCHREIBUNG | schwedischer Komponist       |
| GEBURTSDATUM     | 29. Juni 1850                |
| GEBURTSORT       | Östergarn, Gotland, Schweden |
| STERBEDATUM      | 1. März 1928                 |
| STERBEORT        | Bjuråker, Schweden           |